# Đa-la
Tara (zh. 多羅, sa. tārā, Tara, Drolma, bo. sgrol-ma སྒྲོལ་མ་) từ tiếng Phạn Tārā, là tên của một vị nữ Bồ Tát thường gặp trong Phật giáo Tây Tạng. Tên này dịch ý là Độ Mẫu (zh. 度母), Cứu Độ Mẫu (zh. 救度母), là "người mẹ cứu độ chúng sinh". Lục Độ Mẫu (vị cứu độ mẫu thực hành Lục độ ba la mật, chữ "lục " này là 6 khác với chữ "lục " là xanh để chỉ vị đại diện là Tara Xanh, tóm lại khi Lục Độ Mẫu là 21 vị Tara khi đó lục có nghĩa là 6, khi chỉ riêng mình Tara xanh thì lục là màu xanh lá cây.)

## Biểu tượng
Bổn Tôn Tara biểu hiện là một vị Bổn Tôn trẻ đẹp, có khả năng hóa thân. Ngài có thể hiện ra trong màu xanh, màu trắng, đỏ, hay màu của vàng. Mỗi màu đều có ý nghĩa riêng. Phía sau đầu của Bổn Tôn Tara là ánh sáng của trăng tròn, là biểu tượng của áng sáng soi sáng trái đất. Ánh sáng đem lại sự mát lành, xóa tan đau khổ của vòng luân hồi. Ngài ngồi trên một tòa sen nở và một chiếc đĩa tròn. Vòng quanh thần là một vòng lửa màu vàng, mà lời kinh cầu nguyện số 21 nói rằng: "như lửa cháy ở cuối thời đại này".
Trên mỗi bàn tay, Ngài nhẹ nhàng cầm một cành hoa dài màu xanh trắng, hoa utpala, một loại hoa có mùi hương thơm ngọt giống như hoa sen, loại hoa mọc trên bùn mà chẳng hôi tanh mùi bùn. Hoa utpala là sự trong sạch tự nhiên, mà theo Gehlek Rinpoche nói "để có thể là người trong sạch, hãy hành động một cách trong sạch".
Ba ngón tay của tay trái Ngài chỉ lên để biểu hiện ba thứ quý giá, đó là: Đức Bụt, Pháp Bụt và Giác Ngộ, hay sự tự giải phóng (tự tại). Tay phải duỗi ra, ngửa bàn tay về phía trước với một cử chỉ mời gọi. Genlek Rinpoche nói "Bổn Tôn Tara nói với những người bị mất hi vọng và không có ai giúp đỡ, rằng: hãy lại đây, ta đang ở đây. Y áo có những sợi lụa mềm được trang điểm bằng những hạt châu báu, dái tai dài và thanh nhã. Trên thực tế, các Đức Bụt thì không đeo châu báu, nhưng Bổn Tôn Tara lại mang châu báu. Những châu báu này sáng lấp lánh như sự cảnh báo về những đau khổ trên trần thế.

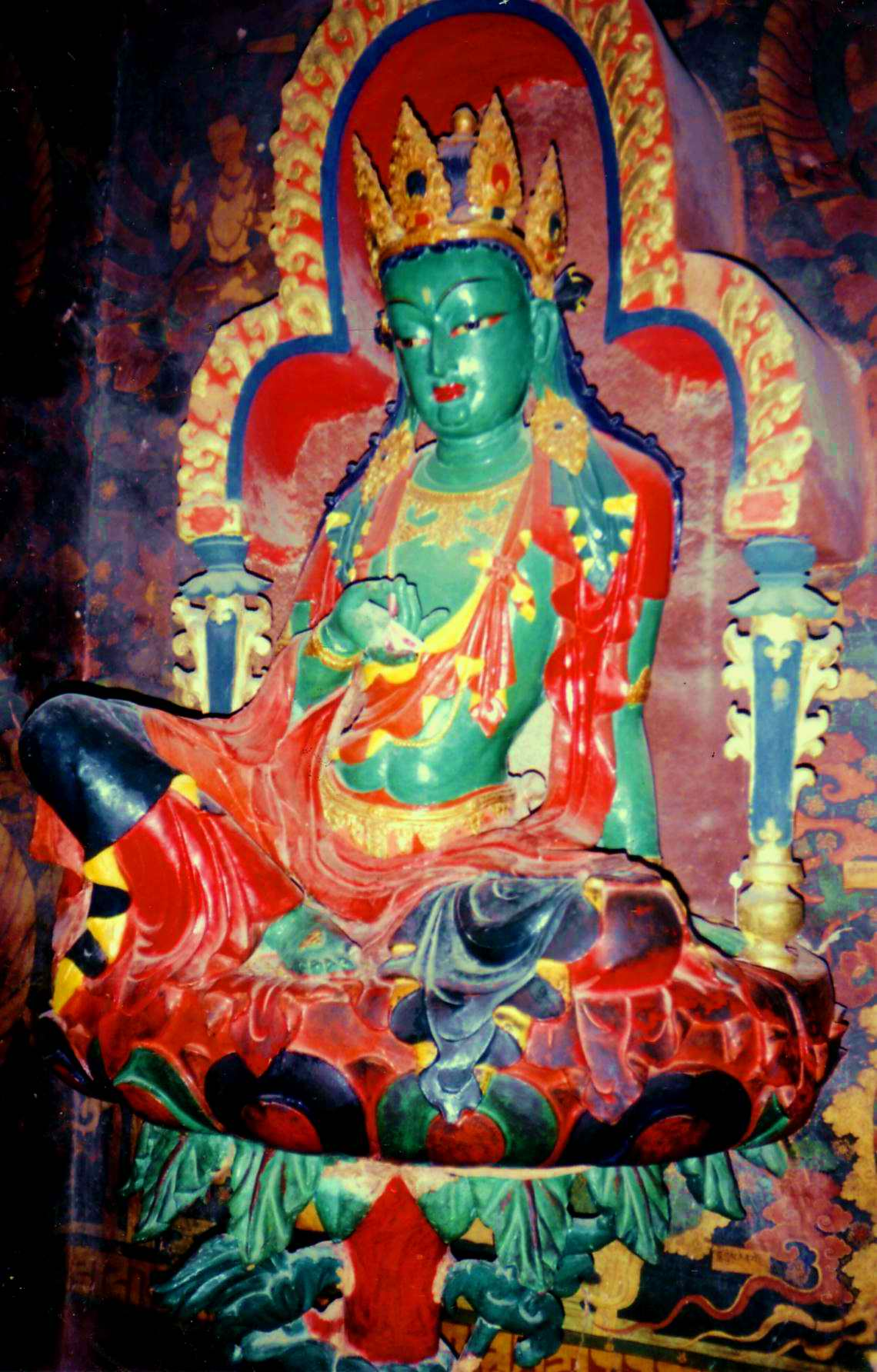
Tượng Tara xanh tại Tây Tạng
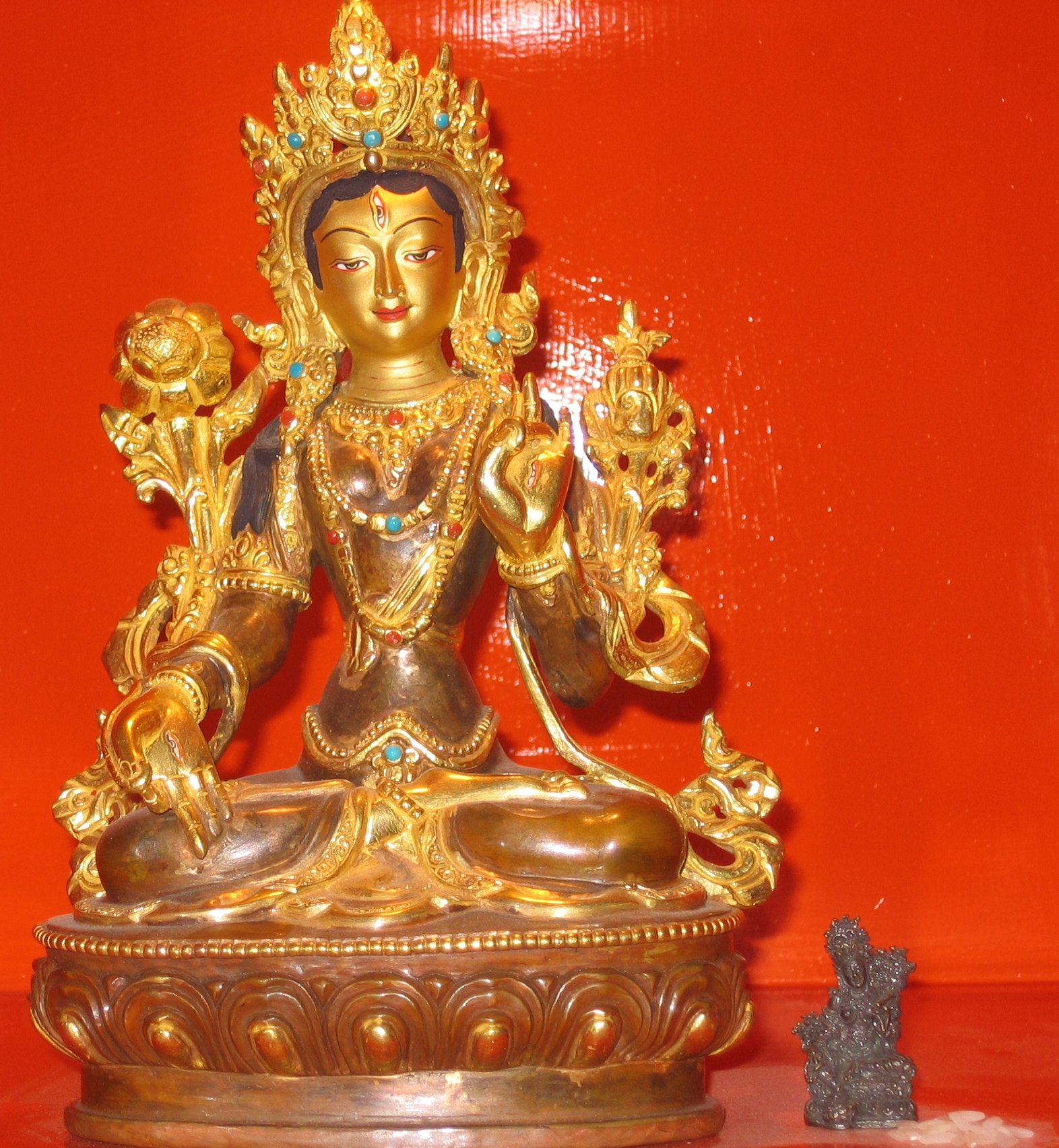
Tượng Tara trắng tại Nam Luân Đôn
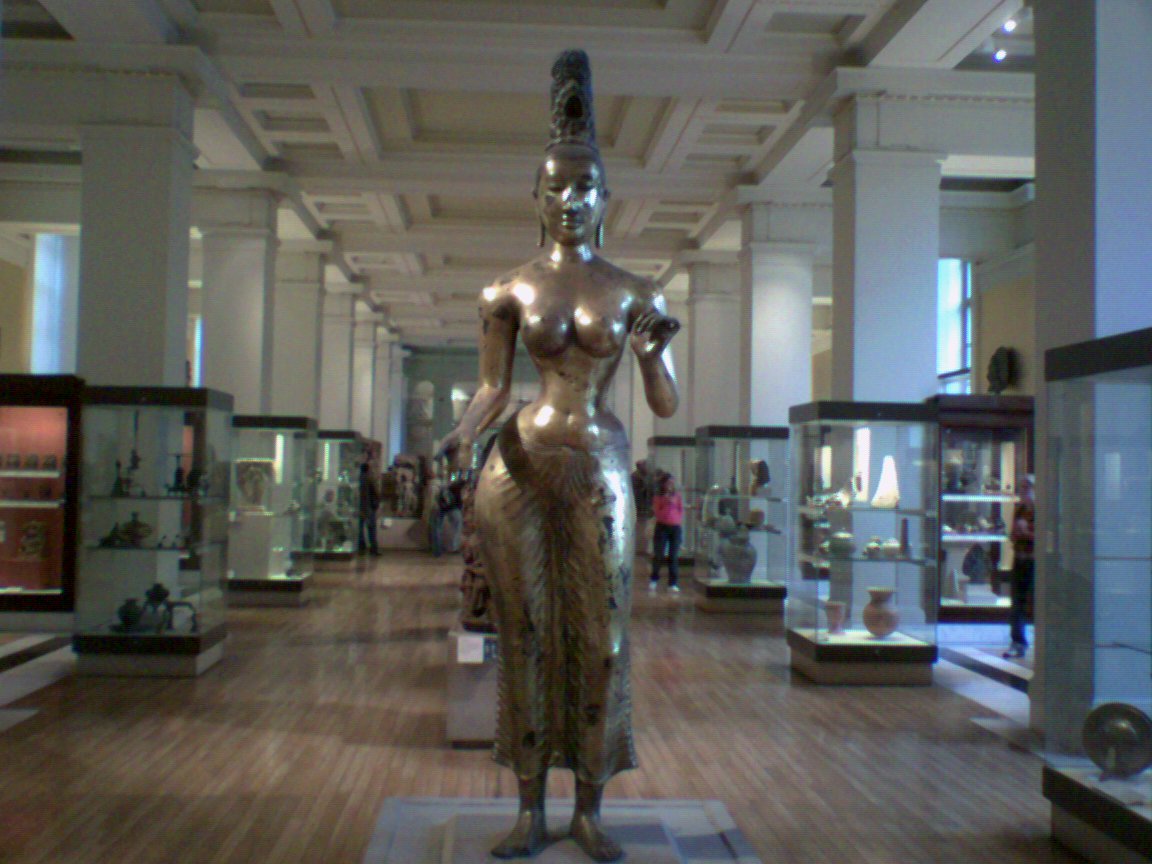
Tượng đồng tại bảo tàng Anh
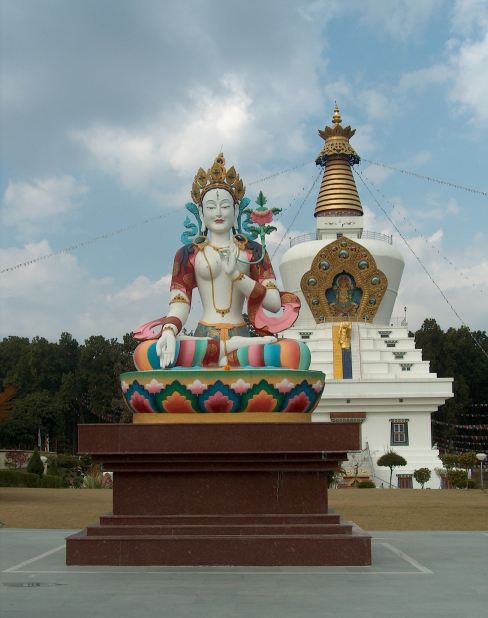
Tượng ở Dehradun, Ấn Độ

## 21 Thánh Độ Mẫu
1. Cứu Độ Tốc Dũng Mẫu
2. Bách Thu Lãng Nguyệt Mẫu
3. Lam Kim Cứu Độ Mẫu
4. Như Lai Đỉnh Kế Mẫu
5. TARA Tự mẫu TUTARA HUNG
6. Thích Phạm Hỏa Thiên Mẫu
7. Trát Phét Cứu Độ Phật Mẫu
8. Ture Phẫn Nộ Mẫu
9. Tam Bảo Nghiêm Ấn Mẫu
10. Uy Đức Hoan Hỷ Mẫu
11. Thủ Hộ Chúng Địa Mẫu
12. Đỉnh Quan Nguyệt Tướng Mẫu
13. Như Tận Kiếp Hỏa Mẫu
14. Thủ Án Đại Địa Mẫu
15. An Thiện Tĩnh Tịch Mẫu
16. Phổ Biến Cực Hỷ Mẫu
17. Ture Đốn Túc Mẫu
18. Cụ Hải Thâm Tướng Mẫu
19. Chư Thiên Vân Tập Mẫu
20. Nhật Nguyệt Quảng Viên Mẫu
21. Cụ Tam Bảo Tướng Mẫu.

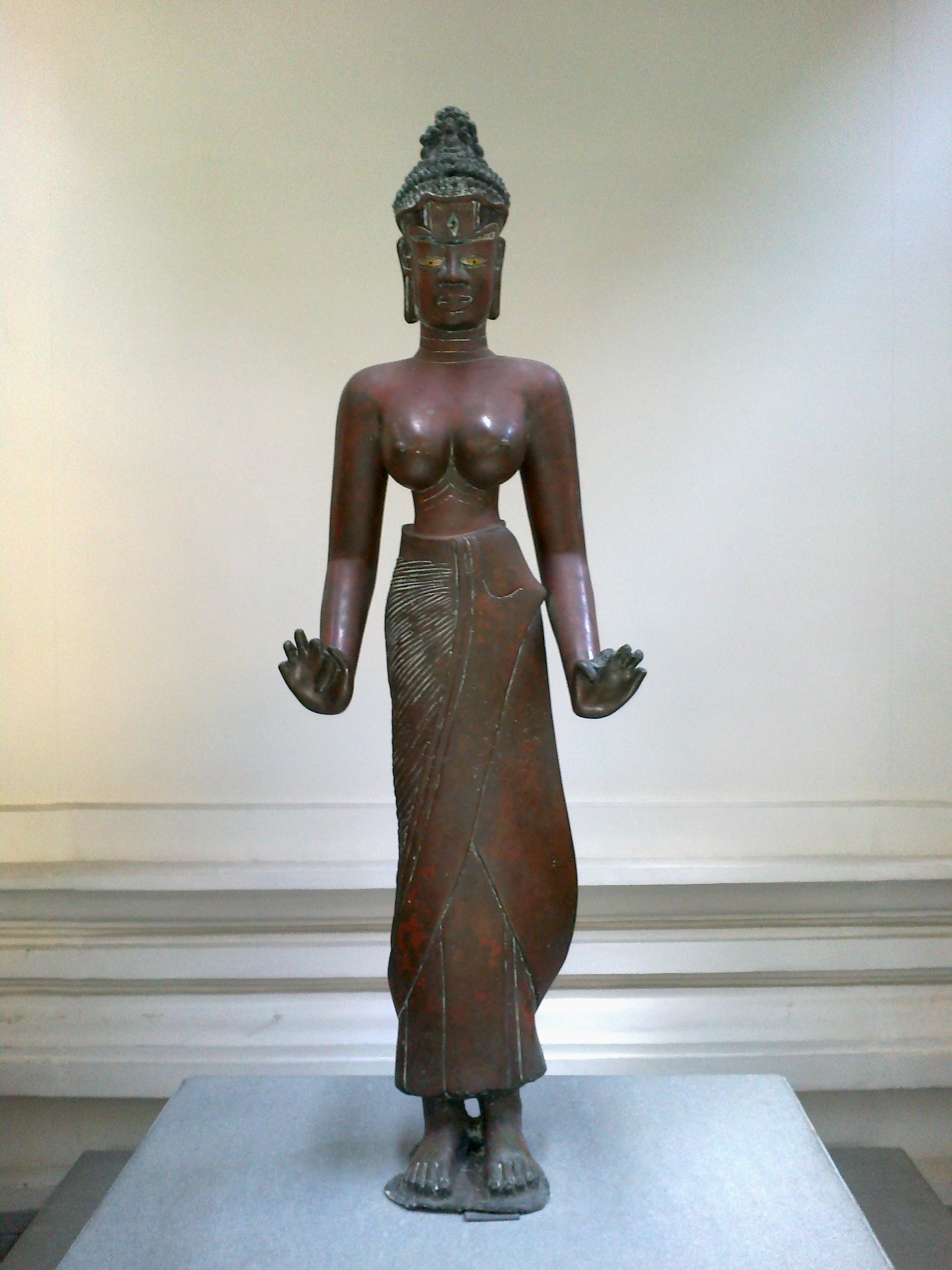
Tượng bồ tát Tara bằng đá theo phong cách nghệ thuật Chăm.

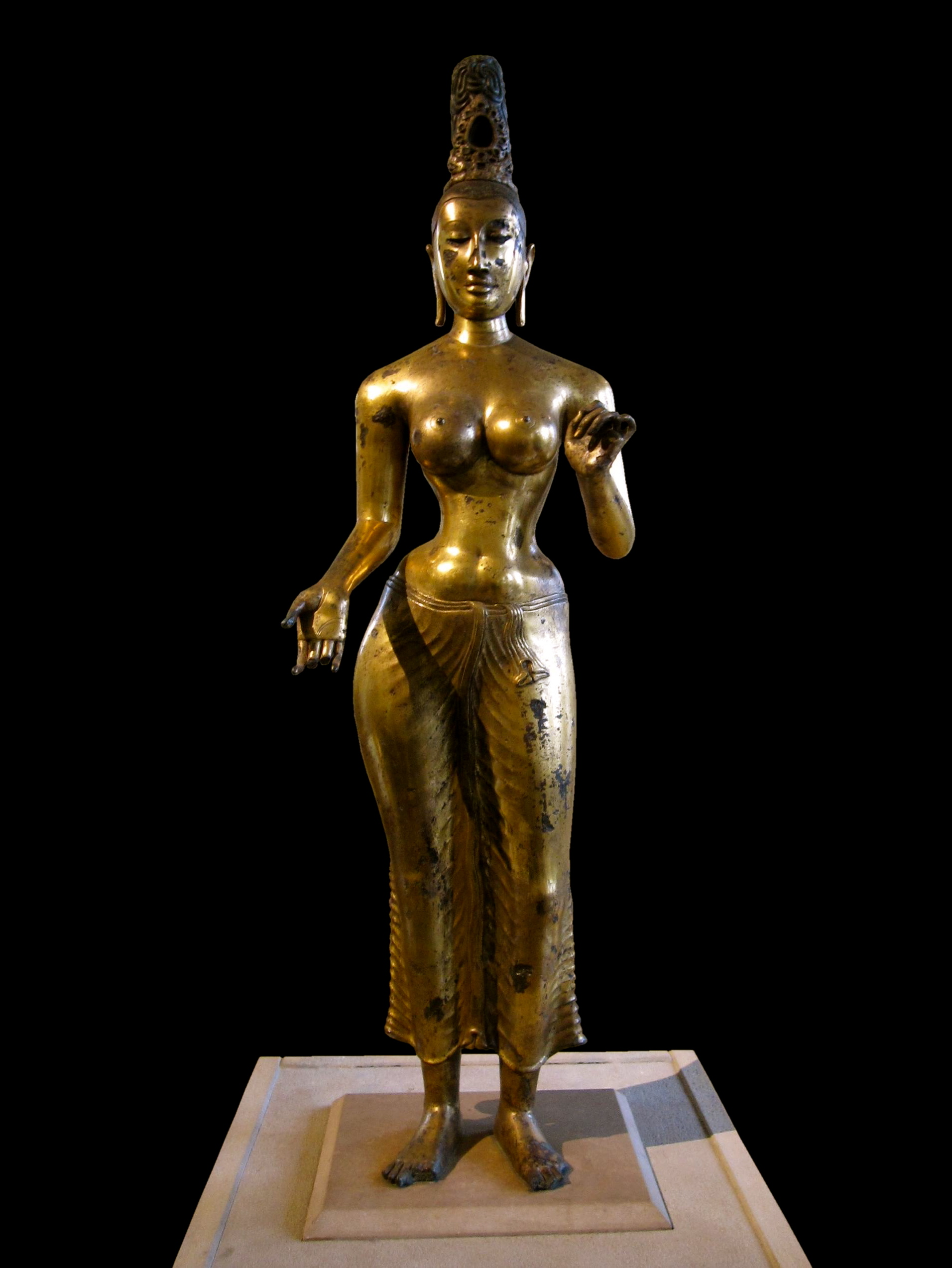
Tượng bồ tát Tara theo phong cách Tích Lan

Một danh sách danh hiệu 21 Độ Mẫu tương tự như sau:
1. Lục Độ Mẫu
2. Cứu Tai Nạn Độ Mẫu
3. Cứu Thủy Tai Độ Mẫu
4. Cứu Địa Tai Độ Mẫu
5. Cứu Hỏa Tai Độ Mẫu
6. Cứu Phong Tai Độ Mẫu
7. Tăng Phúc Tuệ Độ Mẫu
8. Cứu Thiên Tai Độ Mẫu
9. Cứu Binh Tai Độ Mẫu
10. Cứu Ngục Nạn Độ Mẫu
11. Cứu Đạo Nạn Độ Mẫu
12. Tăng Uy Quyền Độ Mẫu
13. Cứu Ma Nạn Độ Mẫu
14. Cứu Súc Nạn Độ Mẫu
15. Cứu Thú Nạn Độ Mẫu
16. Cứu Độc Nạn Độ Mẫu
17. Phục Ma Độ Mẫu
18. Dược Vương Độ Mẫu
19. Trường Thọ Độ Mẫu
20. Bảo Nguyện Độ Mẫu
21. Như Ý Độ Mẫu

## Các Câu Chuyện Cảm ứng

Đức Lục độ mẫu luôn kịp thời cứu hộ chúng sinh khi họ cầu tới ngài lúc hiểm nguy

Tara Cứu Độ Mẫu là đối tượng cầu nguyện của đại đa số phật tử theo truyền thống Kim Cương thừa - Đại thừa bởi bản nguyện của ngài nên bất kỳ ai chân thành cầu nguyện đều dễ dàng Thành tựu mọi tâm nguyện thế gian hoặc xuất thế gian. Có thể cầu nguyện tới Ngài bằng cách tán tụng bài 21 lục Độ Mẫu hoặc trì chân ngôn của ngài " OM TARE TUTTARE TURE SOHA"
1. ở Ấn Độ có người rất nghèo, khi thấy tượng Độ mẫu liền quỳ xuống cầu khẩn, chợt thấy tượng chỉ tới nơi tháp, người ấy tới đào lên thấy bình tràn đầy châu báu. Lẽ ra người ấy phải chịu 7 đời nghèo khổ, nhưng từ đây nghiệp nghèo khổ của 7 đời tan hết, đời đời được sinh làm người giàu có.
2. ở Ấn Độ có vị sadi đang đi đường thấy nơi thờ cúng thiên thần, vị sadi liền bước qua. Thiên thần nổi giận dùng sấm sét để giết, sadi sợ hãi kêu cầu Độ mẫu rồi quay về thỉnh 500 người cùng trì tụng chân ngôn Độ Mẫu, sấm sét chẳng thể hại được.
3. Lại có người nương theo bóng đêm dùng lửa đốt nhà kè thù, trong nhà chỉ có cô gái yếu đuối bị lửa bức bách. Cô lớn tiếng kêu cứu Độ mẫu, đột nhiên có vị Độ Mẫu màu vàng xuất hiện đứng trên lửa tuôn mưa xuống như trút nước, nhờ vậy lửa bị dập tắt.
4. Lại có 100 vị tăng đi qua sông, bị nước cuốn đến giữa dòng sông, bèn niệm Độ Mẫu. Đột nhiên thấy tượng Độ Mẫu đang được thờ cúng trên bờ sống đi ra cứu giúp. Về sau tượng Độ Mẫu này được gọi là Phong Thủy Cứu Độ Mẫu.
5. Lại có 5000 người nương theo thuyền lớn vào biển tìm báu vật. Đến xứ Đại Tử Đàn, Long vương chẳng thích. Lúc quay về bỗng gặp gió lớn đưa thuyền qua vô số biển có nhiều màu sắc. Mọi người kêu gọi Nhật, Nguyệt, Thượng đế đều vô hiệu. Dây cột buồm lại đứt nguy hiểm vạn phần tính như hơi thở ra thở vào. Bỗng trong chúng có người tụng chú Độ Mẫu, đột nhiên gió thổi ngược chiếc thuyền quay trở lại. Qua một đếm chiếc thuyền chở đầy châu báu và mọi người trở về nhà an toàn.
6. Lại có vị tăng chủ mắc bệnh rụng lông mày, 5 vị tăng khác cũng bị bệnh này. Thịt rụng lông mày rơi chẳng có thuốc trị không ai dám đến gần sợ bị truyền nhiễm. Trên đường đi khất thực các vị thấy tảng đá khắc chữ Độ Mẫu và tượng của Độ Mẫu liền khóc lóc cầu khẩn. Trên tay tượng bỗng tuôn ra chất nước có dạng như thuốc. Các vị ấy lấy rửa thì bệnh khỏi tướng mạo lại đẹp đẽ trang nghiêm như người Thiên Giới.
7. Tại Ấn Độ có tháp Bồ Đề trên tháp có tượng Độ Mẫu, một vị tăng nói đùa với tượng rằng " hướng mặt vào trong tháp đừng hướng ra ngoài tháp há chẳng tiện hơn sao ? " nói xong bỗng nghe bức tượng đáp " ông đã không vừa ý ta quay thân như thế nào đây ? ". Tượng đó liền quay thân hướng mặt vào bên trong. Đang lúc quay ngược thân thì cửa tháp và tượng đều tùy theo thân tượng quay ngược lại. Đến nay còn được gọi là Phản Thân Độ mẫu.
8. Vùng Đông Bắc Ấn Độ có vị tỳ kheo ở gần nơi cấp nước. Xứ đó có tảng đá khắc tượng Độ Mẫu mà xứ này tu theo. Vị tỳ kheo tiểu thừa thấy kinh điển Đại thừa liền thiêu đốt lại rất ghét Mật Tông, hay phá tượng Mật Tông. Đức Vua nổi giận liền muốn bắt vị tỳ kheo để trừng phạt. Tỳ kheo này bỗng quỳ xuống trước tượng Độ Mẫu cầu cứu. Đột nhiên nghe Độ Mẫu nói chuyện " khi ngươi vô sự chẳng cầu ta sao ?" bèn chỉ nằm trong cái rãnh nước kia thì có thể thoát. Vị tỳ kheo thấy cái rãnh nước dưới bậc thềm nhỏ như cái bát liền nghĩ " làm sao có thể nằm được ? thật khó quá ! ". Độ Mẫu thúc dục " nằm mau xuống, người đi bắt đến cửa rồi ". Vị tỳ kheo sợ hãi không kịp suy nghĩ liền nằm xuống. Nhà vua chẳng bắt được bèn tha cho.
9. Thời A DỤC Vương ở Ấn Độ có vị trưởng lão rất giàu, nhà vua khởi tâm ác muốn hại nên ra lệnh bắt vị trưởng lão. Vị ấy sợ hãi liền kêu cứu với Độ Mẫu. Khi chân mới đạp lên bậc cửa thềm thì cửa thêm liền biến thành vàng, vị ấy liền dâng cho vua. Lúc trong ngục hư không lại tuôn châu báu như mưa, vị trưởng lão lại đem dâng vua. Khi ấy cây khô héo hóa ra cây đầy quả trái, vua vui thích liền cho vị trưởng lão làm đại thần.